# Joseph Chatagner
Joseph Chatagner, né le 20 mars 1899 à Saint-Jacques-d'Atticieux et mort le 6 juin 1985 à Cannes, est un homme politique français.

## Biographie
Fils d'un facteur ardéchois, Joseph Chatagner suit des études qui le conduisent à l'école normale d'instituteur d'Annonay, où il entre en 1915. Après son service militaire, en 1921, il exerce les fonctions d'instituteur, d'abord dans la Drôme, puis en Algérie, à l'école primaire supérieure de Sidi-Bel-Abbes, de 1923 à 1925, et enfin dans l'Allier, à Moulins, jusqu'en 1931.
Pendant cette période, il poursuit parallèlement ses études, tentant en 1923 le concours d'entrée à l'école normale supérieure de Saint-Cloud, puis obtenant en 1929 une licence d'enseignement à la faculté des lettres de Clermont-Ferrand.
En 1931, il est nommé professeur à l'école normale d'instituteur de Bourg-en-Bresse, dans l'Ain, où il enseigne l'histoire, la géographie et les lettres.
C'est à cette époque que son engagement politique devient plus intense. En 1934, il devient secrétaire fédéral de la SFIO dans l'Ain, et se porte candidat, sans succès, aux législatives de 1936. Il est battu au second tour (48 % contre 52 %) par le sortant, le radical indépendant Alphonse Dupont.
Mobilisé en 1939, il est rendu à la vie civile en juillet 1940, puis déplacé d'office en octobre par le régime de Vichy. Son affectation comme professeur d'école primaire supérieure à Saint-Gaudens, alors que son épouse est maintenu dans son poste d'institutrice à Bourg-en-Bresse, est une sanction de son engagement socialiste. Il parvient cependant l'année suivante à se rapprocher professionnellement, avec un poste à Saint-Marcellin, dans l'Isère, et enfin, fin 1944, au collège moderne de Châtillon-sur-Chalaronne.
Mais son activité principale pendant l'occupation est clandestine : sous le pseudonyme de Lerisson, il participe à l'organisation de l'Armée secrète dans l'Ardèche, et édite le journal résistant La Haute-Ardèche. A la fin de la guerre, il prend le maquis et obtient le grade de sergent FFI.
Membre du comité départemental de libération de l'Ardèche, il retrouve ses fonctions de secrétaire fédéral de la SFIO à la reconstitution du parti. En octobre 1945, il prend la tête de la liste socialiste pour l'élection de l'assemblée constituante dans l'Ardèche. Celle-ci obtient 19,9 % des voix, et Chatagner est élu député. Il est réélu en juin 1946 (avec 16,4 % des voix).
Pendant cette période, conjointement avec Paul Ramadier et Christian Pineau, il fait adopter une loi permettant aux collectivités publiques d'utiliser les locaux militaires laissés vacants par l'Etat-major.
Mais aux législatives de novembre 1946, il manque de quelques centaines de voix sa réélection. Le mois suivant, il est présenté par la SFIO pour l'élection au Conseil de la République, parmi les sénateurs désignés par l'assemblée nationale, et est élu.
Bien qu'il soit très actif, il n'est pas réélu dans l'Ardèche lors du renouvellement de 1948, n'obtenant que 26,5 % des voix au second tour. Il reprend donc son activité d'enseignement, dans un collège moderne et technique de Bourg-en-Bresse, avant d'obtenir en 1949 un poste à l'école normale d'instituteur de cette ville.
Au niveau politique, il est élu secrétaire de la section socialiste de Ceyzériat, où il réside, en 1950, et occupe cette fonction jusqu'en 1958.
En 1951, il mène de nouveau la liste socialiste dans l'Ardèche, mais sans plus de succès : son résultat chute encore, avec seulement 8,7 % des voix. D'après certaines sources (rapport du préfet), Joseph Chatagner aurait souffert d'une perte sensible de popularité, en partie due à un penchant pour l'alcool qui le conduit à se négliger.
Le fait est qu'en 1953, il est battu aux municipales.
Il s'oppose ensuite à la politique algérienne de Guy Mollet et entre dans la minorité oppositionnelle de la SFIO, qu'il suit en 1959 lorsque celle-ci décide de faire scission et de créer le Parti socialiste autonome, qui se fond l'année suivante dans le Parti socialiste unifié, dont il reste adhérent jusqu'en 1966 au moins.
Bien que militant dans cette organisation, Chatagner, qui prend sa retraite en 1959, n'a pas par la suite de responsabilité politique notable.

## Sources
- Dictionnaire biographique du mouvement ouvrier, notice de Jacques Girault, Gilles Morin et Charles Sowerwine